# 노세군
노세군(일본어: 能勢郡)은 일본 셋쓰국, 오사카부에 있던 군이다. 지금의 오사카 부 도요노정(다카야마(高山), 마키(牧), 데라다(寺田)를 제외함)과 노세정 전역에 해당한다.
와도 6년(713년), 셋쓰 국 가와베군에서 분할 설치되었다. 《와묘루이주쇼(和名類聚抄)》에는 노세 군에 존재하는 기네(枳根), 노세(能勢), 오무라(雄村) 등 세 개 향(鄕)의 이름이 기재되어 있다.
메이지 11년(1878년) 군구정촌 편제법에 의해 군청이 지오 촌(地黄村)에 설치되었으나, 나중에 데시마 군 이케다 촌(池田村, 지금의 이케다시)의 데시마 군청에 통합되었다. 메이지 29년(1896년) 4월 1일, 데시마 군과 노세 군은 통합되어 도요노군이 되었다.